# Vlak na kat
Vlak na kat ili vlak na dvije razine vrsta je vlaka koji vuče vagone na kat, odnosno, koji ima dvije razine smještaja za putnike, čime se povećava kapacitet putnika (do 57% po vagonu).
Uporaba dvokatnih vagona, gdje je to moguće, može riješiti probleme s kapacitetom na željeznici, izbjegavajući druge opcije koje imaju povezane troškove infrastrukture kao što su dulji vlakovi (koji zahtijevaju duže kolodvorske platforme), više vlakova po satu (što signalizacija ili sigurnosni zahtjevi možda ne dopuštaju), ili dodavanje dodatnih tračnica uz postojeću liniju.
Tvrdi se da su dvokatni vlakovi energetski učinkovitiji i mogu imati niže operativne troškove po putniku. Vlak na dvije razine može nositi do otprilike dvostruko više od normalnog vlaka, ako struktura i mjerači tereta to dopuštaju, bez potrebe za dvostrukom težinom ili materijalom za izradu. Međutim, vlaku na dvije razine može trebati više vremena za razmjenu putnika na svakoj stanici, jer će više ljudi ulaziti i izlaziti iz svakog vagona. Povećano vrijeme zadržavanja čini ih najpopularnijim na rutama na velikim udaljenostima koje imaju manje zaustavljanja (i mogu biti popularne među putnicima jer nude bolji pogled).

## Vanjske poveznice
- Travelling on the double-deck Dutch IC trains
- BiLevel Commuter
- Double-decker/more information